# Kolegium Pracowników Służb Społecznych we Wrocławiu
Kolegium Pracowników Służb Społecznych we Wrocławiu – publiczna szkoła wyższa działająca pod patronatem Instytutu Nauk Pedagogicznych, wchodzącego w skład Wydziału Historyczno-Pedagogicznego Uniwersytetu Opolskiego, założona w 2006 roku, w której kształcenie odbywa się na poziomie licencjatu. Organem prowadzącym szkołę jest samorząd województwa dolnośląskiego we Wrocławiu, a nadzór pedagogiczny nad kolegium sprawuje Minister Edukacji Narodowej. Nadzór nad działalnością dydaktyczną szkoły sprawuje Dolnośląski Kurator Oświaty.
Celem szkoły jest kształcenie pracowników socjalnych. Nauka odbywa się w trybie dziennym oraz trybie zaocznym i trwa 3 lata. Absolwent uzyskuje tytuł zawodowy licencjata umożliwiający podjęcie studiów drugiego stopnia (magisterskich uzupełniających). Dyrektorem kolegium jest mgr Katarzyna Delikowska.
Siedziba Kolegium Pracowników Służb Społecznych we Wrocławiu znajduje się przy ulicy Trzebnickiej 42 we Wrocławiu, w dawnym poniemieckim budynku szkolnym, powstałym w latach 1905–1908 według projekt Richarda Plüddemanna i Charlota Cabanisa. W gmachu tym ponadto miało swoją siedzibę Kolegium Nauczycielskie im. Grzegorza Piramowicza, które w 2015 roku zostało zlikwidowane.